# Georg von Rosen

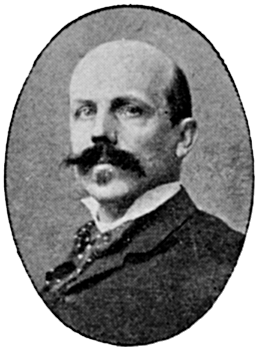
Georg von Rosen

Georg von Rosen (13 de fevereiro de 1843, Paris - 3 de março de 1923, Estocolmo), foi um pintor sueco aristocrata conhecido por retratar temas da história sueca e da mitologia nórdica em suas pinturas.

## Galeria

Sten Sture o Velho entrando em Estocolmo (1864).
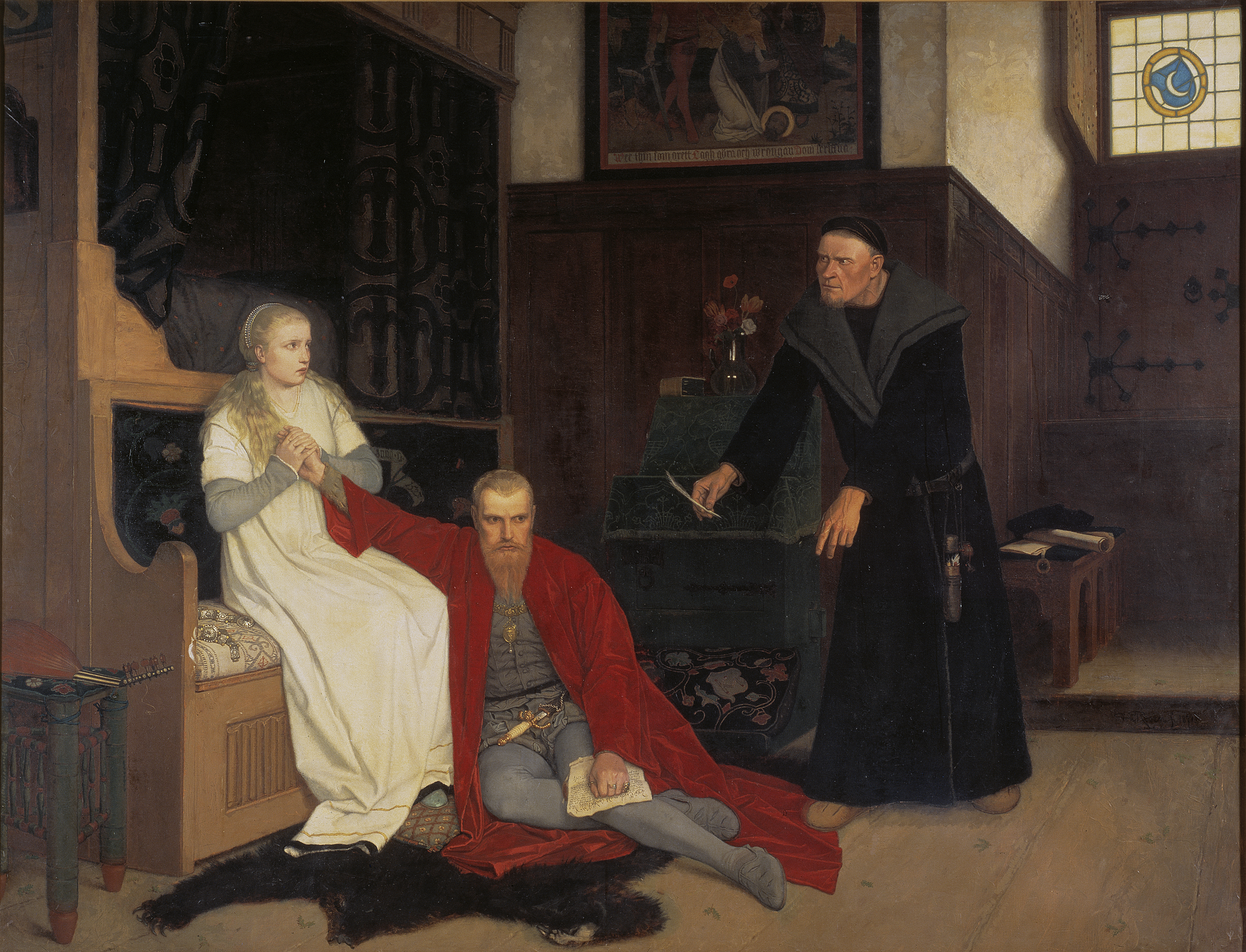
Catarina Månsdotter, Érico XIV e Jöran Persson (1871).
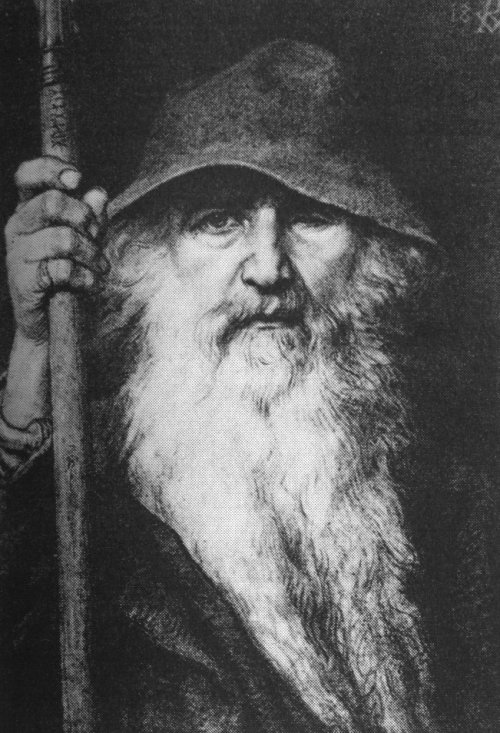
O deus nórdico Odin (1886).
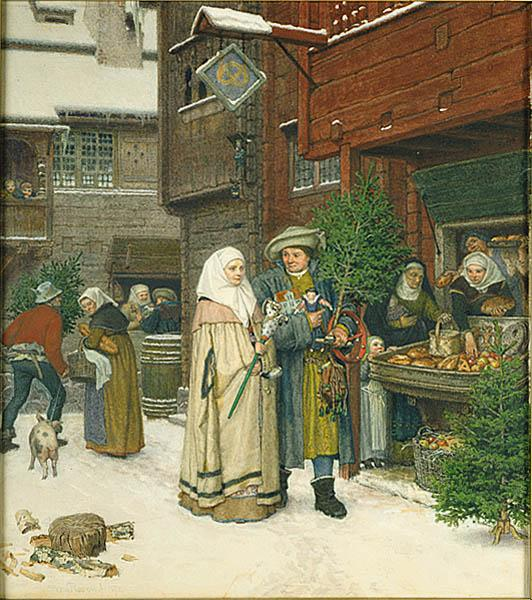
O mercado de natal (1872).
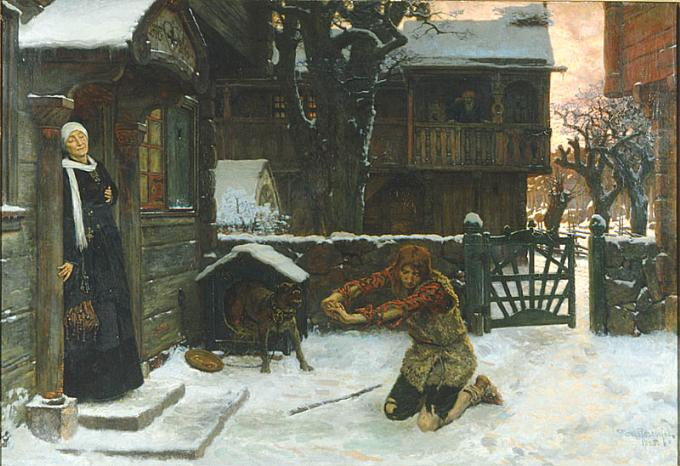
O filho perdido (1885).
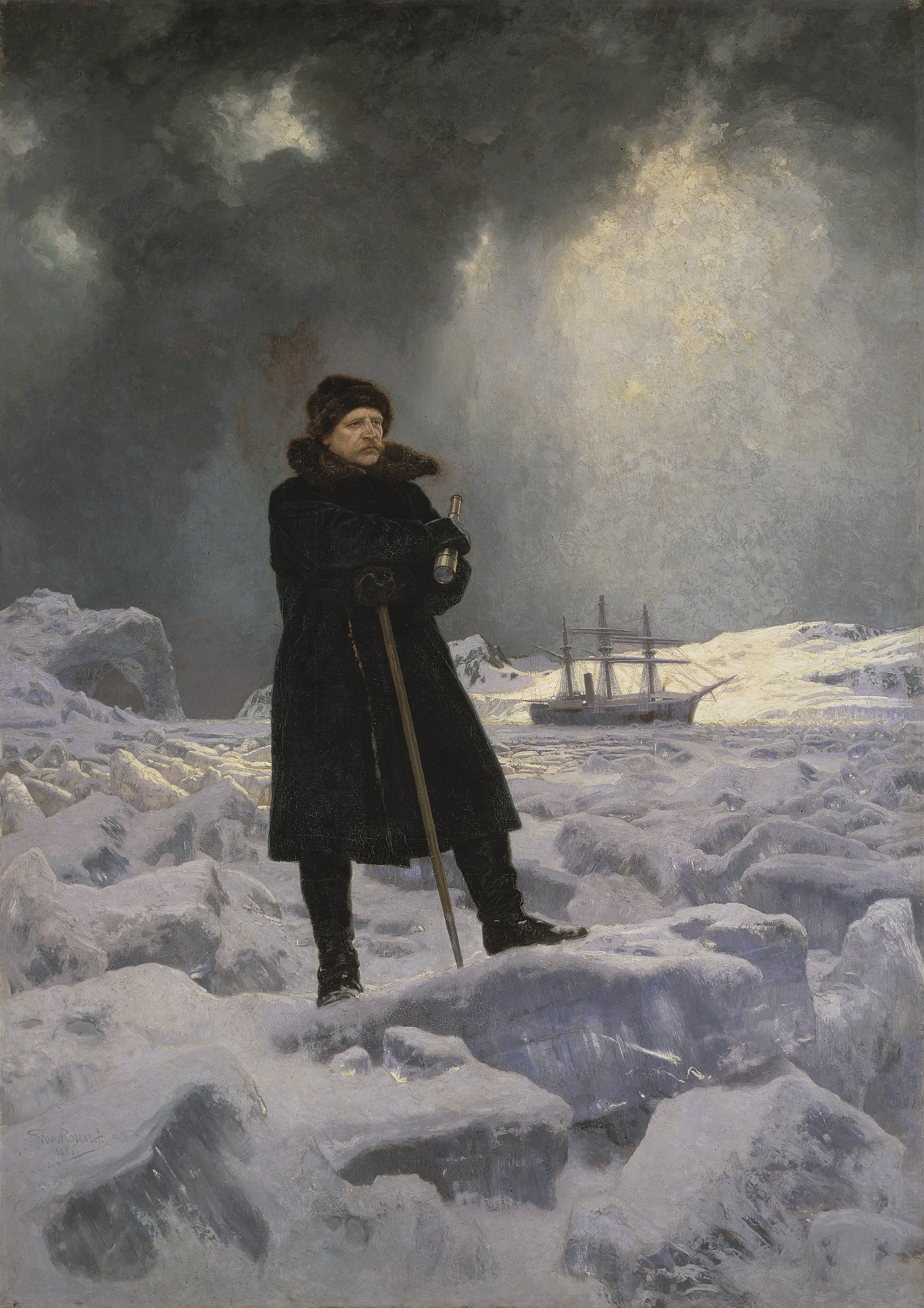
O navegador e explorador Adolf Erik Nordenskiöld (1886).